# Grzegorz X
Grzegorz X (łac. Gregorius Decimus, właśc. Teobaldo Visconti; ur. ok. 1210 w Piacenzy, zm. 10 stycznia 1276 w Arezzo) – papież w okresie od 1 września 1271 do 10 stycznia 1276, błogosławiony Kościoła rzymskokatolickiego.

## Życiorys

### Wczesne życie
Był Włochem z rodu Visconti, ale piastował urząd archidiakona w Liège (dzisiaj w Belgii). Przed wyborem na papieża studiował w Paryżu, gdzie spotkał m.in. Tomasza z Akwinu i św. Bonawenturę.
Po śmierci Klemensa IV, król Sycylii Karol I Andegaweński przez 3 lata udaremniał wybór nowego papieża. Dopiero mieszkańcy Viterbo zebrali kardynałów w jednym miejscu i aby ich zmotywować, odcięli im dopływ żywności i wody oraz rozebrali dach, nie zważając na groźbę ekskomuniki („My bez mszy przeżyjemy, wy bez jedzenia nie” – odpowiadali kardynałom). Ostatecznie na papieża wybrano Teobalda Viscontiego, który przybrał imię Grzegorza X (w momencie elekcji przebywał na wyprawie krzyżowej w Jerozolimie, zatem intronizowany został dopiero 27 listopada).

### Pontyfikat
Pierwszym przedsięwzięciem Grzegorza była próba zakończenia konfliktu pomiędzy Gibelinami a Gwelfami i zakończenie okresu interregnum w Niemczech. Papież zachęcił elektorów do szybkiego wyboru, więc arcybiskup Moguncji zwołał książąt do Frankfurtu. 1 października 1273 wybrano tam ostatecznie Rudolfa I Habsburga, który został ukoronowany w Akwizgranie. Nowo wybrany król spotkał się z papieżem w 1275 roku i ustalił z nim datę koronacji na cesarza.
Za pontyfikatu Grzegorza ostatecznie ustalono zasady konklawe, aby nie powtórzyła się sytuacja z lat 1268–1271 (konstytucja Ubi Periculum). Papież bezskutecznie nawoływał też władców Europy do nowej krucjaty do Jerozolimy. Dążył do reformy wewnętrznej Kościoła katolickiego – odzyskania władzy chrześcijan nad Ziemią Świętą, a także ponownego złączenia Kościoła rzymskiego z Kościołem bizantyńskim. W celu realizacji tego ostatniego zwołał w roku 1274 w Lyonie sobór powszechny, który przeszedł do historii jako Sobór Lyoński II. Na tym soborze Grzegorz X i Michał VIII Paleolog ustalili nową wersję zjednoczenia: kościoły wschodnie miały przyjąć prymat rzymski i nicejsko-konstantynopolitańskie wyznanie wiary. Porozumienie zostało sygnowane 6 lipca i jest znane jako unia lyońska (która ostatecznie okazała się nietrwała).

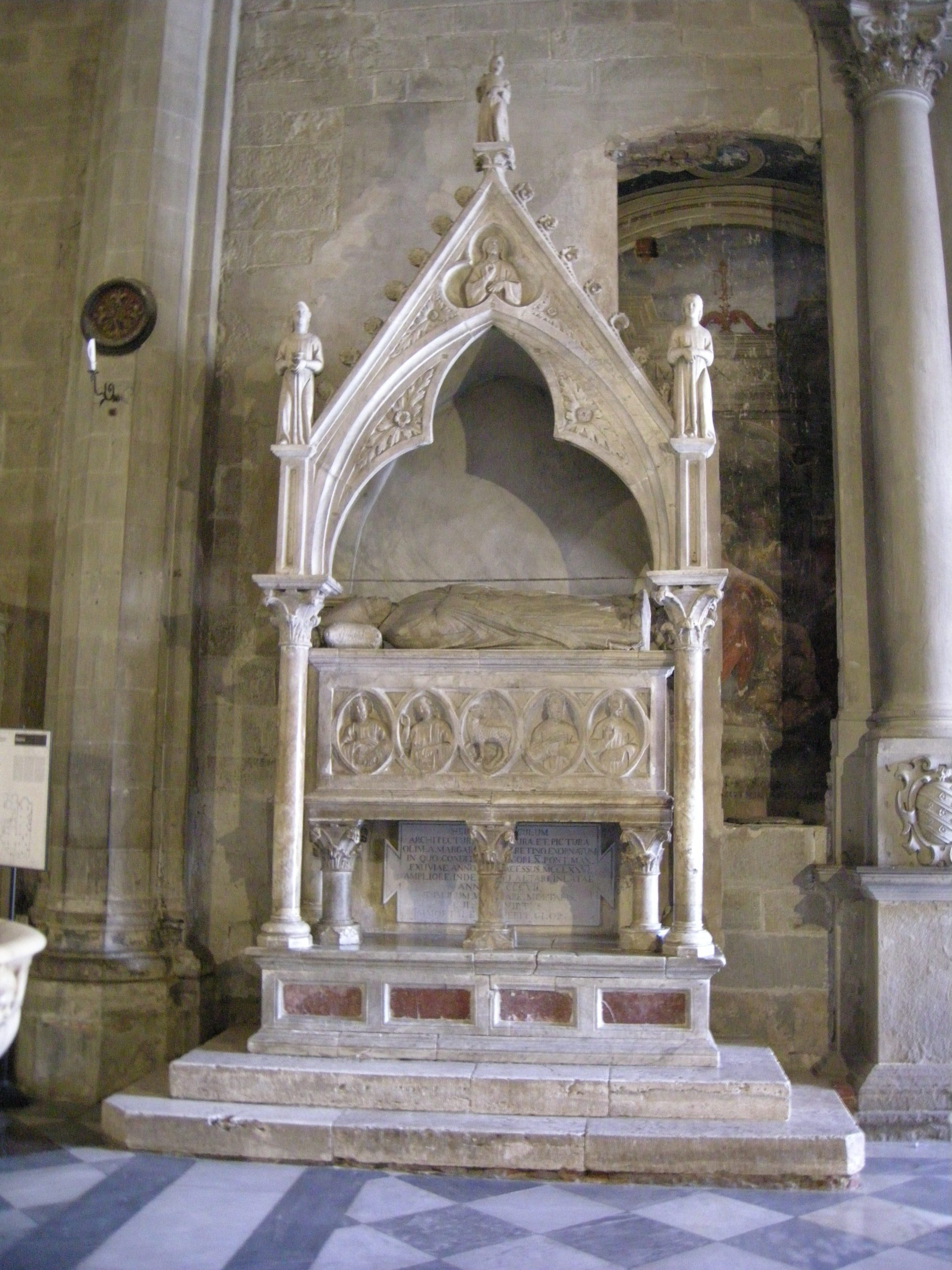
Grób Grzegorza X w Katedra św. Piotra i św. Donata z Arezzo

Podczas powrotu z Lyonu do Rzymu papież dostał wysokiej gorączki i zmarł 10 stycznia 1276 w Arezzo. Przez całe swoje życie wspomagał biednych. W Piacenzy, Arezzo (gdzie został pochowany w katedrze), Lyonie i Liège uchodził za świętego.
Papież Klemens XI beatyfikował Grzegorza X w 1713 roku, a Benedykt XIV wpisał do Martyrologium Rzymskiego.
Wspomnienie liturgiczne Grzegorza X obchodzone jest obecnie 10 stycznia. Dawniej były to dni: 11 lub 16 lutego oraz 9 lub 10 stycznia.